# Araklı
Araklı è una città costiera turca sul Mar Nero nel distretto omonimo nella provincia di Trebisonda. Esso è anche un comune della Büyükşehir belediyesi Trabzon ("Comune metropolitano/provincia metropolitana di Trebisonda") creato nel 2012. Dalla riforma territoriale del 2013, il comune è identico al distretto in termini di superficie e di popolazione. La città si trova a circa 30 km a est del capoluogo Trebisonda alla foce del fiume Karadere e confina a sud con la provincia di Gümüşhane.
Fino alla fine del 2012, il distretto era composto dalla capitale del distretto e da altri tre comuni (Belediye): Çankaya, Erenler e Yeşilyurt. Inoltre, 42 villaggi (Köy) appartenevano al distretto. Nel corso della riforma amministrativa del 2013, questi tre comuni e i villaggi sono stati trasformati in Mahalle, così che il loro numero è passato da 12 a 50. Le mahalle sono guidate da un muhtar come capo ufficiale. Alla fine del 2020, la popolazione media di ogni mahalle era di 975 abitanti, e il comune centrale (Merkez Mahalle) era il più popoloso con 13.680 abitanti.
Araklı è la sede della squadra di calcio Araklıspor dalla sua fondazione nel 1961, che attualmente (stagione 2013/14) gioca nel campionato regionale amatoriale.